# Antonio Tejero

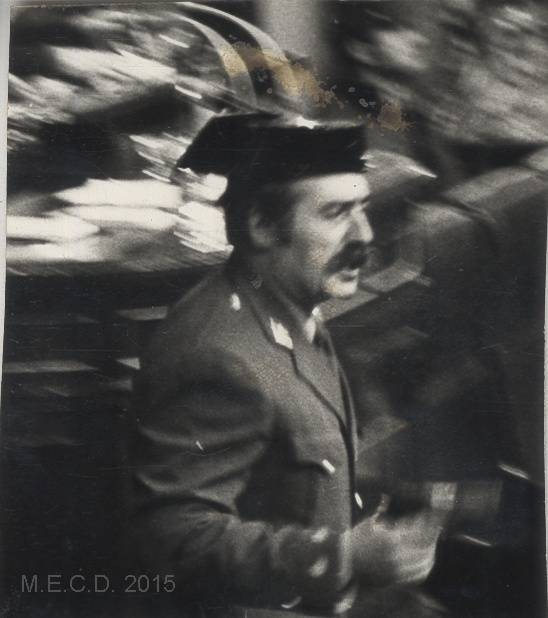
Antonio Tejero, 1981

Antonio Tejero Molina (* 30. April 1932 in Alhaurín el Grande, Provinz Málaga) war Oberstleutnant der spanischen Guardia Civil (seit 1974) und im Februar 1981 in einen fehlgeschlagenen Umsturz verwickelt, den sogenannten 23-F-Putsch.

## Leben
Antonio Tejero trat 1951 in die Guardia Civil ein und brachte es zum Leiter der Kommandanturen in San Sebastián, Vitoria und Málaga. Wegen Ungehorsam bereits früher wiederholt disziplinarisch belangt (u. a. Disziplinararrest), wurde er aufgrund einer Eigenmächtigkeit auch seines Postens in Málaga enthoben. Zum Zeitpunkt des Putschversuchs im Februar 1981 war er Kommandeur der Dritten Militärregion.

### Operación Galaxia
Am 11. November 1978 war Tejero an der Verschwörung „Operación Galaxia“ beteiligt und wurde dafür am 8. Mai 1980 vor ein Militärgericht gestellt und zu sieben Monaten und einem Tag Disziplinararrest verurteilt. Eine Degradierung erfolgte allerdings nicht.

### Solidaridad Española
Tejero war auch Gründer der rechtsgerichteten Partei Solidaridad Española.

### Der 23-F-Putsch
Am 23. Februar 1981 betrat Tejero, begleitet von Angehörigen der Guardia Civil, während der Einsetzung von Leopoldo Calvo-Sotelo zum Regierungschef das Parlament und setzte die amtierende Regierung sowie die Abgeordneten fest. Als er sah, dass sein Coup fehlschlug, ergab er sich und wurde verhaftet. Dieser Putschversuch wird in Spanien auch 23-F genannt. Tejero wurde vor Gericht gestellt, zu 30 Jahren Haft wegen Rädelsführerschaft verurteilt und musste die Guardia Civil verlassen. Er nahm 1982 erfolglos für eine unter seiner Führung gegründete Rechtspartei namens Frente de Solidaridad de España an den Wahlen teil, um Immunität zu erlangen. Die Partei erhielt 0,14 Prozent der Stimmen und hörte bald auf zu existieren.
Ab September 1993 kam er in den offenen Haftvollzug; im Dezember 1996 wurde seine Haftstrafe zur Bewährung ausgesetzt und Tejero als letzter Putschteilnehmer am 2. Dezember 1996 aus der Haft entlassen. Er lebt mit seinem Sohn in der Nähe von Málaga.
Anfang 2006 machte er durch einen Leserbrief an den Herausgeber der Zeitung Melilla Hoy auf sich aufmerksam, in welchem er das katalanische Autonomiestatut kritisierte.
Am 24. Oktober 2019 nahm er, mittlerweile 87 Jahre alt, an einer Protestkundgebung gegen die Umbettung der sterblichen Überreste des Diktators Francisco Franco in Madrid teil.

## Trivia
Auf den Putschversuch spielt auch eine Szene in dem 2014 erschienenen spanischen Animationsfilm Clever & Smart in geheimer Mission (Original: Mortadelo y Filemón contra Jimmy el Cachondo) an. Darin befiehlt Fred Clever, als Offizier der Guardia Civil verkleidet und deutlich als Antonio Tejero erkennbar, den Kandidaten einer Reality-TV-Show, sich auf den Boden zu legen, und schießt mit einer Pistole zweimal in die Decke des Fernsehstudios.